# Auchy-les-Mines
Auchy-les-Mines är en kommun i departementet Pas-de-Calais i regionen Hauts-de-France i norra Frankrike. Kommunen ligger i kantonen Cambrin som tillhör arrondissementet Béthune. År 2022 hade Auchy-les-Mines 4 642 invånare.

## Befolkningsutveckling
Antalet invånare i kommunen Auchy-les-Mines
| Referens: INSEE |